# نون زوگاچ
نون زوگاچ (به انگلیسی: Neven Žugaj) (زاده ۱۹ آوریل ۱۹۸۳) کشتی گیر کشور کرواسی است.
این کشتی‌گیر برادر دوقلوی دیگر کشتی‌گیر اهل کرواسی، نناد زوگاچ می‌باشد.